# Alles Klar
Alles Klar är ett läromedel i tyska. Läromedlet är avsedd för grundskolan årskurs 7-9. Ett av bokens kännetecken är hunden Strupsi.